# Myriotrema decorticatum
Myriotrema decorticatum är en lavart som beskrevs av Hale 1981. Myriotrema decorticatum ingår i släktet Myriotrema och familjen Thelotremataceae.   Inga underarter finns listade i Catalogue of Life.